# Mehdi Jodabajshi
Mehdi Jodabajshi –en persa, مهدی خدابخشی; en serbio, Махди Ходабахши– (Teherán, 21 de abril de 1991) es un deportista iraní que compite en taekwondo (desde el año 2019 compite bajo la bandera de Serbia).
Ganó dos medallas en el Campeonato Mundial de Taekwondo, en los años 2015 y 2022, dos medallas en el Campeonato Asiático de Taekwondo, en los años 2014 y 2018, y una medalla de plata en el Campeonato Europeo de Taekwondo de 2021.
En los Juegos Asiáticos de 2014 consiguió una medalla de oro en la categoría de –80 kg.

## Palmarés internacional
| Representando a Irán   |                              |                   |           |
| Campeonato Mundial     |                              |                   |           |
| Año                    | Lugar                        | Medalla           | Categoría |
| 2015                   | Cheliábinsk (Rusia)          | Medalla de oro    | –80 kg    |
| Juegos Asiáticos       |                              |                   |           |
| Año                    | Lugar                        | Medalla           | Categoría |
| 2014                   | Incheon (Corea del Sur)      | Medalla de oro    | –80 kg    |
| Campeonato Asiático    |                              |                   |           |
| Año                    | Lugar                        | Medalla           | Categoría |
| 2014                   | Taskent (Uzbekistán)         | Medalla de oro    | –80 kg    |
| 2018                   | Ciudad Ho Chi Minh (Vietnam) | Medalla de bronce | –80 kg    |
| Representando a Serbia |                              |                   |           |
| Campeonato Mundial     |                              |                   |           |
| Año                    | Lugar                        | Medalla           | Categoría |
| 2022                   | Guadalajara (México)         | Medalla de oro    | –87 kg    |
| Campeonato Europeo     |                              |                   |           |
| Año                    | Lugar                        | Medalla           | Categoría |
| 2021                   | Sofía (Bulgaria)             | Medalla de plata  | –87 kg    |